# Epping Upland
Epping Upland – wieś i civil parish w Anglii, w hrabstwie Essex, w dystrykcie Epping Forest. W 2011 roku civil parish liczyła 831 mieszkańców.